# Gare de Chamousset
La gare de Chamousset est une gare ferroviaire française de la ligne de Culoz à Modane (frontière) (surnommée ligne de la Maurienne), située sur le territoire de la commune de Chamousset dans le département de la Savoie, en région Auvergne-Rhône-Alpes.
La première station, alors située dans les États de Savoie, est mise en service en 1856 par la Compagnie du chemin de fer Victor-Emmanuel. En 1860, elle devient une gare de la Compagnie des chemins de fer de Paris à Lyon et à la Méditerranée (PLM), après le rattachement de la Savoie à la France.
C'est un point d'arrêt sans personnel de la Société nationale des chemins de fer français (SNCF), desservi par des trains TER Auvergne-Rhône-Alpes.

## Situation ferroviaire
La gare de Chamousset est située au point kilométrique (PK) 166,865 de la ligne de Culoz à Modane (frontière), entre les gares ouvertes de Saint-Pierre-d'Albigny et d'Aiguebelle. Elle est établie à 291 mètres d'altitude.

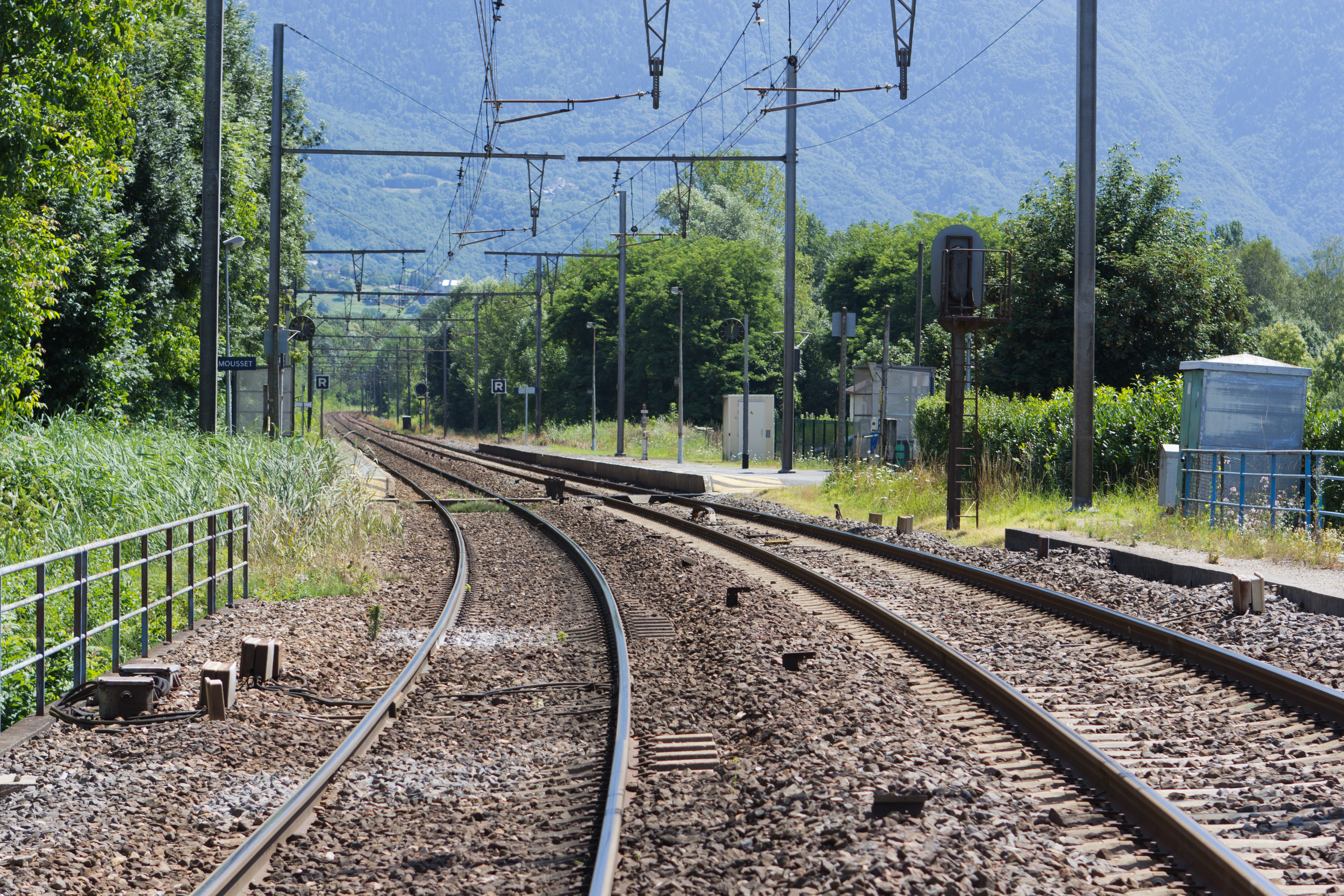
Vue des quais depuis le passage à niveau no 46 situé à l'ouest de la halte.

## Histoire

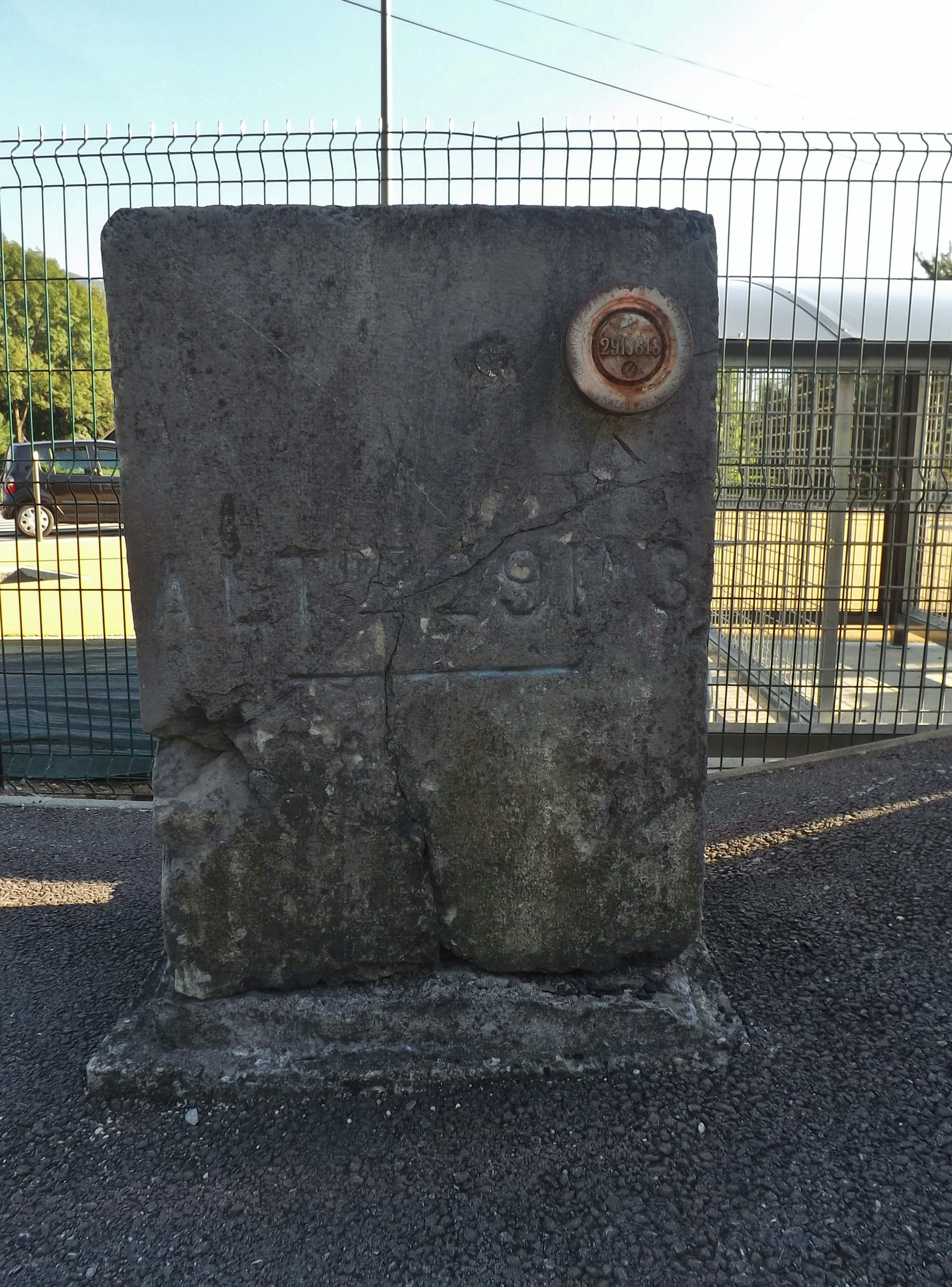
L'unique vestige du bâtiment de 1876 d'origine.

La « station de Chamousset » est mise en service le 20 octobre 1856 par la Compagnie du chemin de fer Victor-Emmanuel, lorsqu'elle ouvre à l'exploitation la ligne entre Aix-les-Bains (Choudy) et Saint-Jean de Maurienne.
Cette station est alors située au nord-est du village, sur la rive gauche de l'Arc à quelques mètres de son embouchure dans l'Isère. La ligne de chemin de fer longe en effet les rives gauches de ces deux rivières sur plusieurs kilomètres, du pont Victor-Emmanuel jusqu'au-delà d'Aiguebelle. Sa situation le long de la route royale de Turin à Chambéry permet dès lors une correspondance par diligence vers Albertville via le pont Royal.
La station intègre quelques années plus tard le réseau ferroviaire français au sein de la Compagnie des chemins de fer de Paris à Lyon et à la Méditerranée (PLM) à la suite de l'annexion de la Savoie par la France en juin 1860.
En 1871, une modification du tracé de la ligne est décidée afin de desservir directement Saint-Pierre-d'Albigny et permettre la future bifurcation vers Albertville en rive droite de l'Isère. Le nouveau tracé traverse l'Isère en aval du pont Royal mais délaisse ensuite la rive gauche pour traverser la colline de Chamousset dans un tunnel de 240 mètres. La station de Chamousset doit ainsi être déplacée environ 500 m plus au sud, le long de la route de La Rochette,. Ce nouveau tronçon est mis en service le 19 décembre 1876.
En 2012, il ne reste de l'ancien bâtiment voyageurs que la pierre sur laquelle figure l’altitude de la gare, surmontée de son repère de nivellement. La gare est ainsi devenue depuis quelques années, un arrêt sans personnel avec deux quais et abris.

## Service des voyageurs

### Accueil
Halte SNCF, c'est un point d'arrêt non géré (PANG) à accès libre. Elle dispose de deux quais avec abris.
Le passage d'un quai à l'autre s'effectue par la traversée directe des voies au moyen d'un passage piéton planchéié prévu à cet effet. Lorsqu'un train approche, des signaux rouges clignotants interdisent la traversée. 

### Desserte

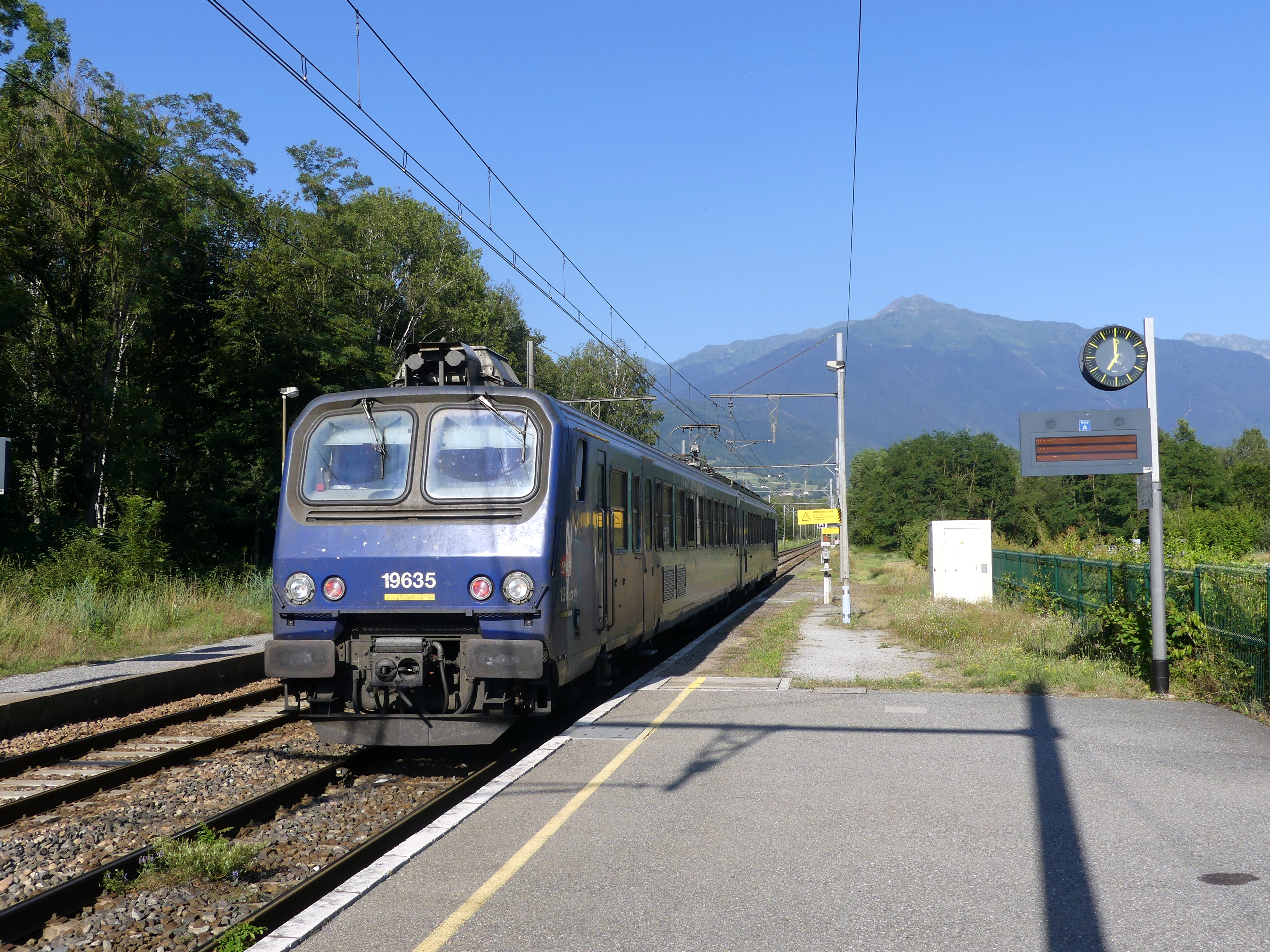
TER pour Chambéry en soirée.

Chamousset est desservie par des trains TER Auvergne-Rhône-Alpes qui effectuent des missions entre les gares de Lyon-Part-Dieu, ou Chambéry - Challes-les-Eaux, et Modane (voir fiches horaires sur le site officiel en lien externe).

### Intermodalité
Un parc pour les vélos et un parking pour les véhicules y sont aménagés.

## Galerie de photographies

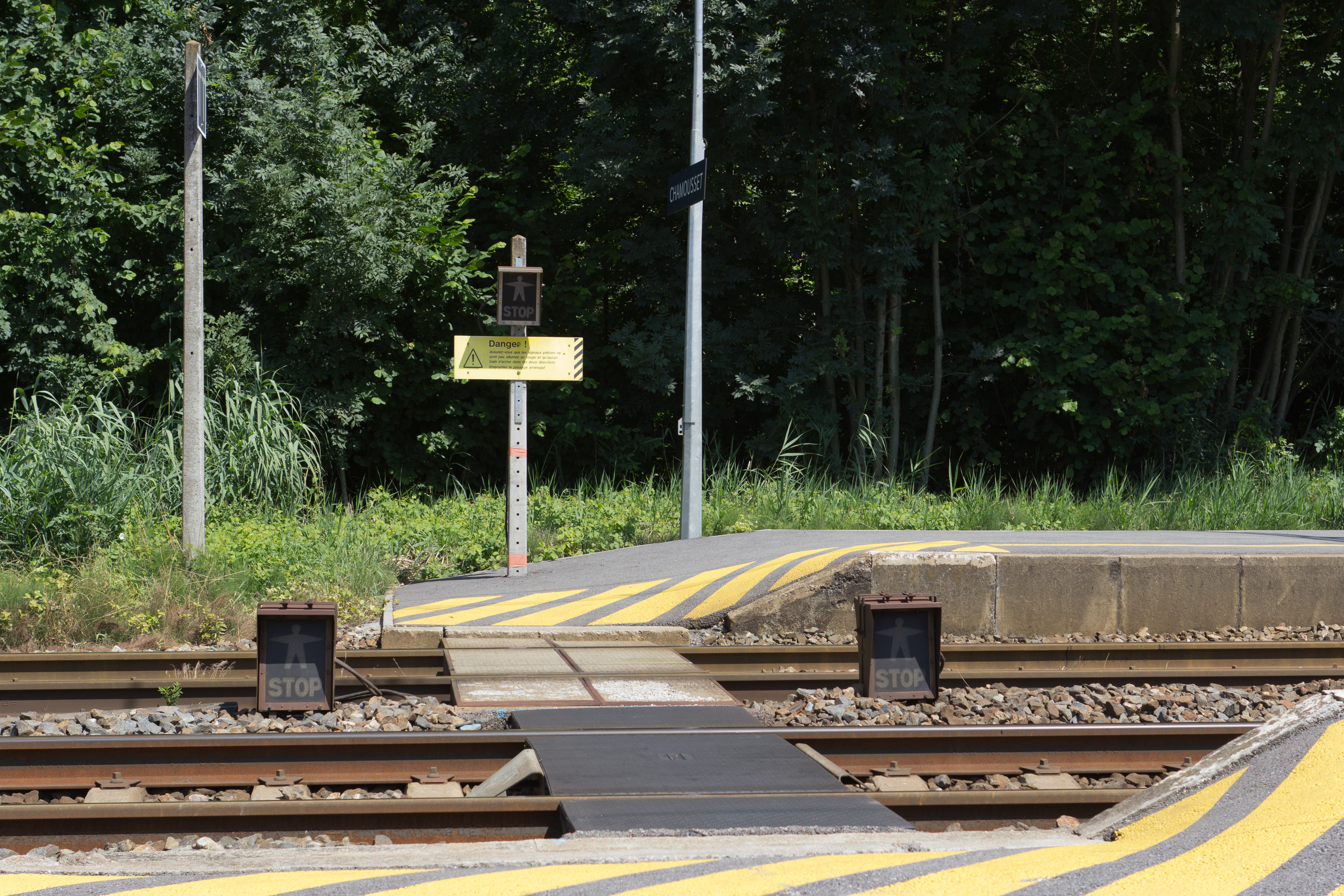
Le passage piéton planchéié permettant le passage d'un quai à l'autre.
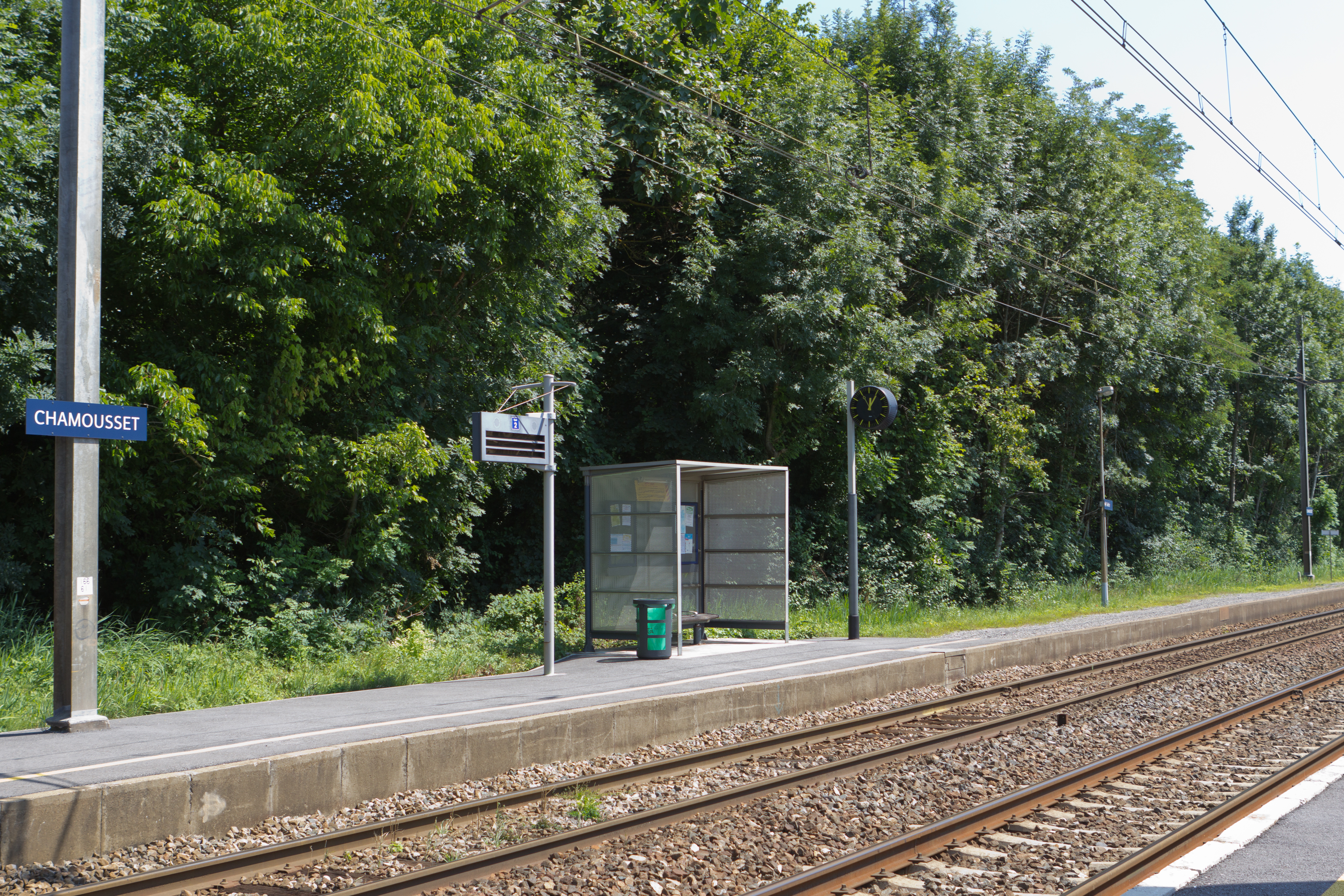
Le quai de la voie 1 en direction de Modane.
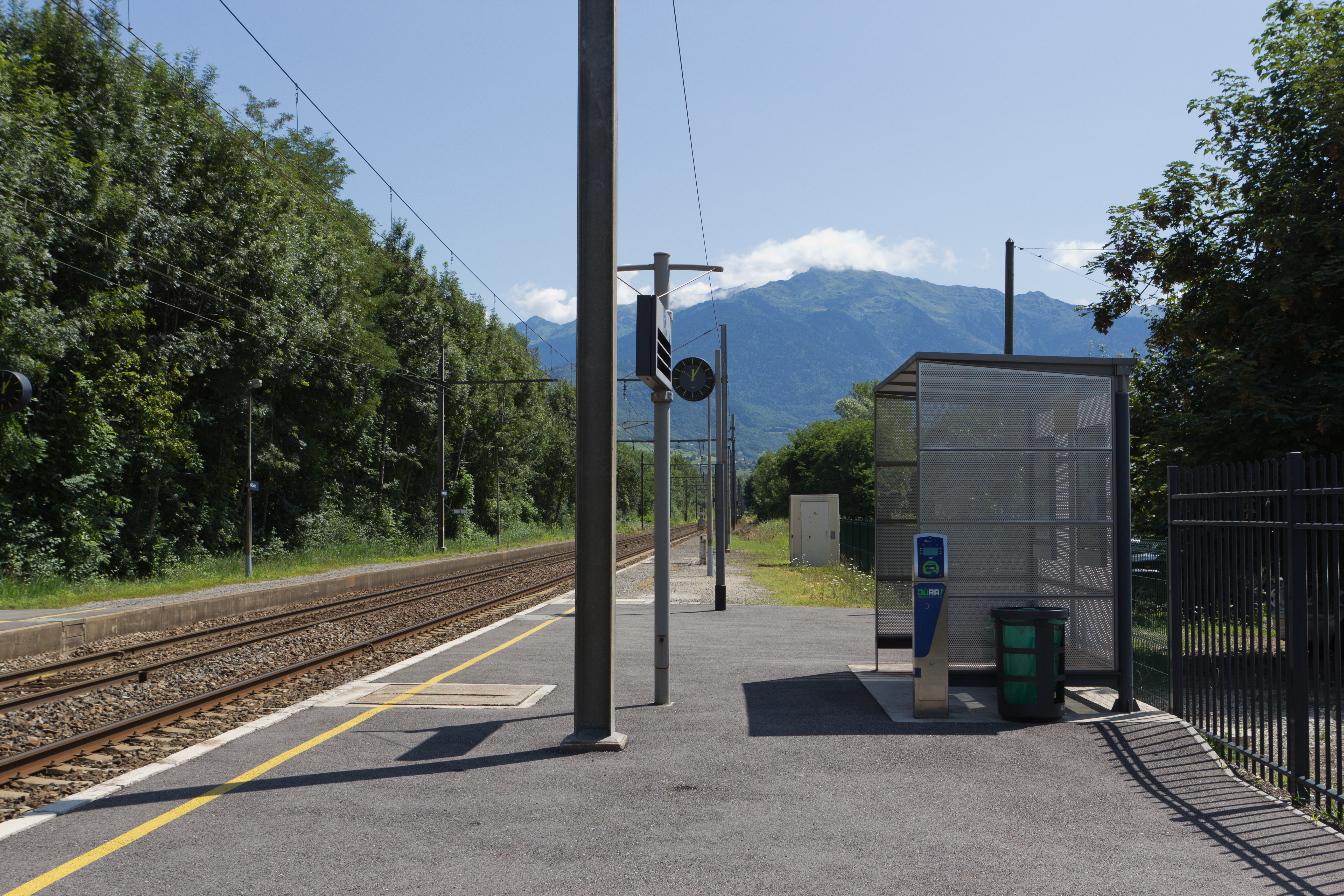
Le quai de la voie 2 en direction de Saint-Pierre-d'Albigny.
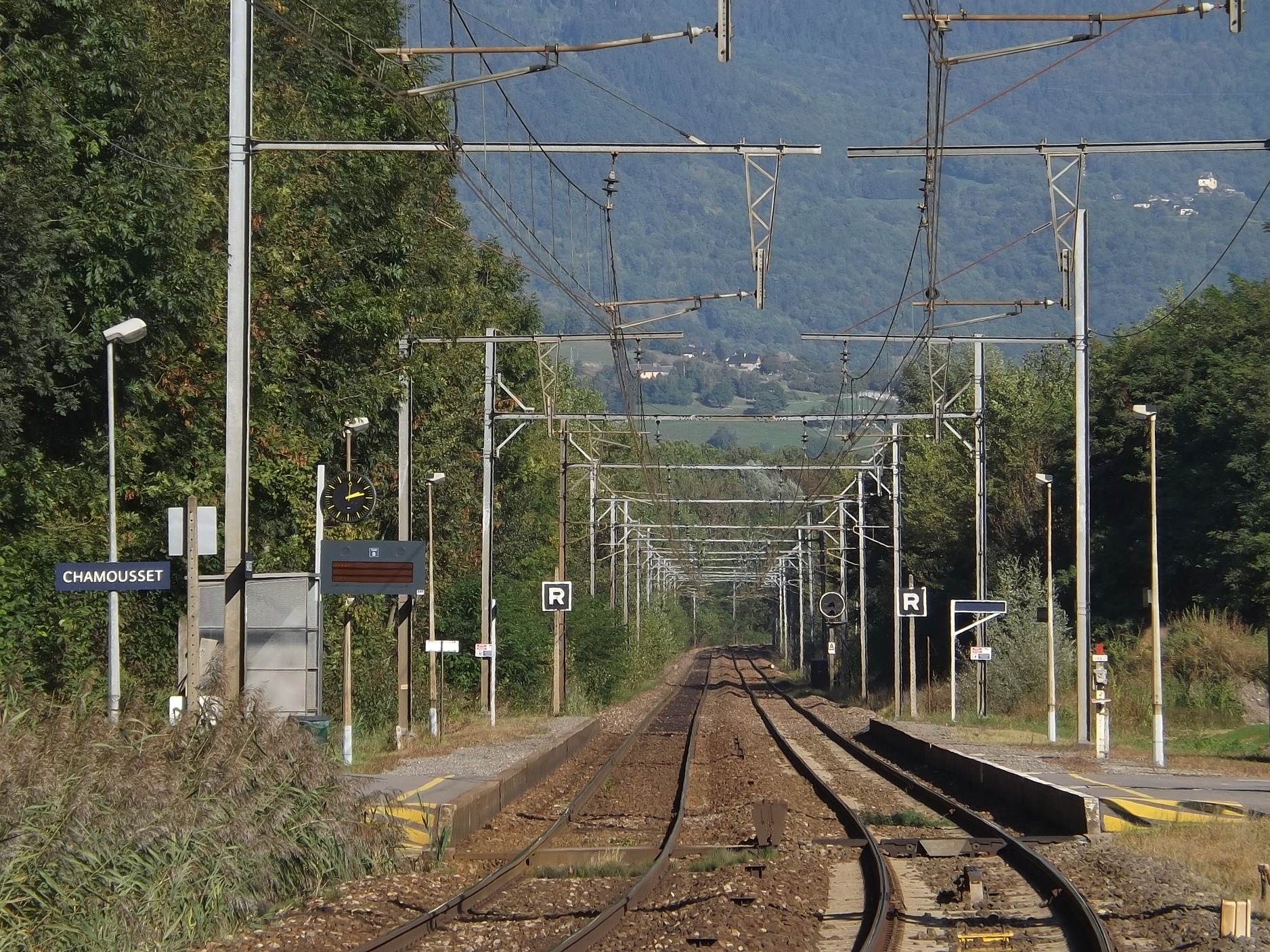
La ligne et les deux quais de la gare en direction de la Maurienne.